# Beckie Scott
Rebecca (Beckie) Scott (Vegreville, 1 augustus 1974) is een Canadees langlaufster. 

## Biografie
Scott nam driemaal deel aan de Olympische Winterspelen. Tijdens Scotts tweede spelen in 2002 won Scott als eerste Noord-Amerikaanse man of vrouw een medaille bij het langlaufen. Scott won in eerste instantie de bronzen medaille op de achtervolging, welke na twee Russische diskwalificaties in 2004 opgewaardeerd werd naar een gouden medaille. Vier jaar later won Scott in Turijn de zilveren medaille op het nieuwe onderdeel teamsprint. Scott haar beste prestatie op de wereldkampioenschappen was een vierde plaats tijdens in 2005 op de achtervolging. Na de spelen van 2006 beëindigde Scott haar carrière. Van 2006 tot en met 2014 was Scott lid van het Internationaal Olympisch Comité als vertegenwoordiger van de sporters. Scott was lid van het organisatiecomité van de Olympische Winterspelen 2010.

## Belangrijkste resultaten

### Olympische Winterspelen
| Editie | Plaats         | Resultaten                                                                             |
| ------ | -------------- | -------------------------------------------------------------------------------------- |
| 1998   | Nagano         | 47e 5 km klassiek 60e 15 km klassiek 51e 30 km vrij 45e achtervolging 16e estafette    |
| 2002   | Salt Lake City | 5e sprint vrij · 4e 10 km klassiek · op de achtervolging · 8e estafette                |
| 2006   | Turijn         | 4e sprint vrij · DQ 10 km klassiek · teamsprint klassiek · 6e skiatlon · 10e estafette |

### Wereldkampioenschappen langlaufen
| Jaar | Plaats              | Resultaten                                                                                 |
| ---- | ------------------- | ------------------------------------------------------------------------------------------ |
| 1995 | Thunder Bay         | 42e 5 km klassiek 40e 15 km klassiek 43e achtervolging                                     |
| 1997 | Trondheim           | 24e 5 km klassiek 24e 15 km vrij 27e achtervolging                                         |
| 1999 | Ramsau am Dachstein | 36e 5 km klassiek 53e 15 km vrij 29e achtervolging                                         |
| 2001 | Lahti               | 9e sprint vrij 26e 15 km klassiek 11e achtervolging                                        |
| 2003 | Val di Fiemme       | 4e sprint vrij 8e 10 km klassiek 9e 30 km vrij 6e achtervolging                            |
| 2005 | Oberstdorf          | 12e sprint klassiek 10e teamsprint vrij 13e 10 km vrij 15e 30 km klassiek 4e achtervolging |